# Рафідофориди
Рафідофориди (Rhaphidophoridae) — родина прямокрилих комах підряду довговусих (Ensifera).
Представники родини поширені в Європі, Азії, Північній та Південній Америці, Австралії, Новій Зеландії.

## Опис
Рафідофориди мають довгі задні ноги, добре стрибають. Вони коричневого забарвлення, у них довгі антени та відсутні крила. Довгі вусики використовуються для пересування у темряві.

## Спосіб життя
Ці комахи живуть серед дерев, що упали, гнилих пнів, під вологим листям, їх можна знайти у печерах та інших вогких та темних місцях. Живляться гнилими рештками рослин. Навесні самиці відкладають яйця у ґрунт. Личинки та імаго зимують у печерах та норах.

## Класифікація
Родина містить 550 видів у 80 родах, що об'єднані у 10 підродинах:
- Підродина Aemodogryllinae
  - Voighthopper
  - Diestrammena
  - Eutachycines
  - Microtachycines
  - Paradiestrammena
  - Paratachycines
  - Adiestramima
  - Diestramima Storozhenko, 1990
  - Gigantettix Gorochov, 1998
  - Megadiestramima Storozhenko & Gorochov, 1992
  - Tamdaotettix Gorochov, 1998
  - Atachycines Furukawa, 1933
  - Neotachycines Sugimoto & Ichikawa, 2003
- Підродина Ceuthophilinae
  - Ammobaenetes Hubbell, 1936
  - Ceuthophilus Scudder, 1863
  - Daihinia Haldeman, 1850
  - Daihinibaenetes Tinkham, 1962
  - Daihiniella Hubbell, 1936
  - Daihiniodes Hebard, 1929
  - Farallonophilus Rentz, 1972
  - Macrobaenetes Tinkham, 1962
  - Phrixocnemis Scudder, 1894
  - Pristoceuthophilus Rehn, 1903
  - Rhachocnemis Caudell, 1916
  - Salishella Hebard, 1939
  - Styracosceles Hubbell, 1936
  - Typhloceuthophilus Hubbell, 1940
  - Udeopsylla Scudder, 1863
  - Utabaenetes Tinkham, 1970
- Підродина Dolichopodainae
  - Dolichopoda
- Підродина Hadenoecinae
  - Euhadenoecus Hubbell, 1978
  - Hadenoecus Scudder, 1863
- Підродина Macropathinae
  - Dendroplectron
  - Gymnoplectron
  - Insulanoplectron
  - Ischyroplectron
  - Isoplectron
  - Macropathus
  - Neonetus
  - Novoplectron
  - Pachyrhamma Brunner von Wattenwyl, 1888
  - Pallidoplectron
  - Paraneonetus
  - Petrotettix
  - Pharmacus
  - Pleioplectron
  - Setascutum
  - Talitropsis
  - Turbottoplectron
  - Weta
- Підродина † Protroglophilinae
  - † Protroglophilus
- Підродина Rhaphidophorinae
  - Gammarotettix Brunner, 1888
- Підродина Troglophilinae
  - Troglophilus
- Підродина Tropidischiinae
  - Tropidischia Scudder, 1869
- incerta sedis
  - Eburnocauda